# Calophasia bilunulata
Calophasia bilunulata är en fjärilsart som beskrevs av Warnecke 1933. Calophasia bilunulata ingår i släktet Calophasia och familjen nattflyn. Inga underarter finns listade i Catalogue of Life.